# عشق بدون حد و مرز
عشق بی حد و مرز (به ترکی استانبولی: Hudutsuz sevda) یک سریال ترکی در ژانر اکشن و درام با بازی دنیزجان آکتاش و میرای‌ دانر است پخش فصل اول این سریال در ۲۱ سپتامبر ۲۰۲۳ از شبکه NOW ترکیه پخش شد. فصل اول این سریال شامل ٣۴قسمت بود و پخش آن تا ۳۰ مه ۲۰۲۴ ادامه یافت،فصل دوم این سریال شامل ٢٩قسمت بود و در ۲۶ سپتامبر ۲۰۲۴ شروع و تا ١۵ مه ٢٠٢۵ ادامه یافت.

## بازیگران
..
..
..
..
..
..
!!!خطر  اسپویل شدن داستان سریال!!!
..
..
..
..
..
..

### بازیگران اصلی
| بازیگر         | تعداد قسمت‌ها | شخصیت               | درباره ‌ شخصیت |
| -------------- | ------------ | ------------------- | --- |
| دنیز جان آکتاش | 52-          | خلیل ابراهیم کاراسو | پسر احمد و سنا. برادرزاده درویش. در کودکی پدرش به دستور رضوان لتو کشته شد. او برای انتقام به دریای سیاه بازگشت. او شوهر سابق زینب است. مجنون به همراه سرگرد اوغوز ، هلیل ابراهیم را آموزش داد. او دوست نظامی اوغوز و دوست دبستانی عثمان، توران و تمل است. او طارق را به خاطر کشتن یاسمین می کشد. او دشمن لتوهاست. نام مستعار او هالو است . نام کد 2442 است . او عاشق زینب شد. او با فکرت دوست می شود. اگرچه او ابتدا با داوود دشمن بود و بعدها دوست شد، اما در واقع یک دشمن بود. او از زینب طلاق گرفت. او توسط تامر در پایان فصل مورد اصابت گلوله قرار می گیرد. در فصل جدید او بهتر می شود و با دیدم دوست دختر می شود. سپس او و زینب دوباره آشتی می کنند. سپس انبارهای اسکندر و شرف را منفجر می کند.                                                     |
| میرای دانر     | 52-          | زینب لیتو کاراسو    | دختر رضوان و ندیمه. دخترخوانده آسیه. خواهر فکرت. خواهر بزرگتر تارک، تامر، لیلا و تونجای. نامزد سابق لونت او از کودکی عاشق هلیل ابراهیم بوده است. وقتی چهره واقعی پدرش را می‌فهمد، با هلیل ابراهیم ازدواج می‌کند. او نمی تواند بچه دار شود زیرا به دستور عمویش در زندان چاقو خورده است و به همین دلیل از خلیل ابراهیم طلاق می گیرد. در فصل جدید، وقتی پدرش رضوان می میرد، متوجه می شود که مادرش و داملا با کیکاها همکاری می کنند. او پیشنهاد اسکندر را می پذیرد و می خواهد با کان ازدواج کند و او هم انجام می دهد. |
| آسومان داباک   | 52-          | ندیمه مارتن لیتو    | همسر سابق رضوان. هووی آسیه. مادر فیکرت، زینب و تونجی. نامادری طارق، تامر و لیلا. خواهر نیهات وعمه ایلماز و هاکان. او ابتدا اجازه ازدواج زینب با هلیل ابراهیم را نمی دهد، اما به مرور زمان آن را می پذیرد. او متوجه می شود که پس از طلاق از رضوان با آسیه ازدواج خواهد کرد. او پس از مرگ آسیه از شر او خلاص می شود. او مخالف ازدواج رضوان با گامزه است. وقتی گامزه و رضوان با هم ازدواج می کنند، ندیمه را از عمارت بیرون می کند. در فصل جدید، در حالی که گامزه دوقلو باردار است، داملا با کیکاها معامله می کند. رضوان هنگام تلاش برای محافظت از گامزه مورد اصابت گلوله قرار می گیرد و می میرد. ندیمه هم قاتل رضوان شد. بعداً به خاطر داملا دستگیر شد. |
| بوراک سوینچ    | 52-          | فکرت لیتو           | پسر بزرگ رضوان و ندیمه. پسرخوانده آسیه. برادر زینب، طارق، تامر، لیلا و برادر بزرگتر تونجای. شوهر سابق عایشه. با خلیل ابراهیم دوست شد. وقتی چهره واقعی عایشه را می فهمد، او را طلاق می دهد. او با داملا دوست و معشوقه او می شود. وقتی می فهمد که تامر کسی بود که لونت و تونجای را کشت، دستور کشتن آنها را می دهد، اما وقتی شوتا توسط زینب اخطار شد، این کار را نکرد، بلکه در فینال فصل مورد اصابت گلوله قرار گرفت و کشته شد. در فصل جدید، وقتی پدرش فوت می کند، متوجه می شود که مادرش و داملا، کیکاها را به این کار واداشته اند. او داملا را بدرقه می کند. او رئیس خانواده لتو شد. دورسون توسط لتو و کیکا به دام می‌افتد، اما داملا او را نجات می‌دهد. پس از آن، دورسون دستور مرگ لتو را صادر کرد. سپس رابطه او با داملا به هم خورد و به خاطر او دستگیر شد. |
| انگین بنلی     | 18-          | اسکندر توگای        | پدر کان و غمزه . عموی فرهاد. برادر چنگیز. دشمن خلیل ابراهیم کاراسو است. دوست و شریک شرف است. کش هم شریک انور است. انور معتاد به آنها خیانت می کند. |
| ارکان جان      | 17-          | کیکا موسی           | برادر بزرگتر یحیی. او یک قاتل اجیر شده است. او رضوان را به دستور ندیمه کشت. با خلیل ابراهیم دوست می شود. |

### بازیگران فرعی
| بازیگر            | تعداد قسمت‌ها | شخصیت             | درباره شخصیت |
| ----------------- | ------------ | ----------------- | --- |
| هولیا گلشن        | 52-          | سکینه چاییرلی     | همسر رشید چاییرلی. یک سرکارگر کهنه کار که در خانواده لتو کار می کند. مادر الیف ، جینگوز و علی کمال است. پسران و شوهرش می‌میرند. |
| چاغلا ایرماک      | 52-          | ادانور کاراچاملی  | دوست دوران کودکی خلیل ابراهیم. همسر تمل کاراچاملی. شوهرش میمیرد. او عاشق اوغوز میشود. |
| امره بولوت        | 51-          | توران دورگون      | دوست دوران کودکی خلیل ابراهیم. شوهر سما. او سما را «خاتون» خطاب می کند. |
| مظهر علیجان اوغلو | 43-          | عثمان بلوغلو      | دوست دوران کودکی خلیل ابراهیم. او عاشق سیلان شد. |
| جانان آتالای      | 51-          | آیشه کولپا لتو    | همسر سابق فیکرت لتو. دختر زحل و نسیم. خواهر لونت بعدها از فیکرت کینه به دل می گیرد. |
| حیدر ششمان        | 39-          | درویش داغلی       | دایی خلیل ابراهیم داداش سونا. |
| توفیق ارمان کوتلو | 39-          | شوتا / شاهین تکین | بادیگارد و دست راست فیکرت لتو. داماد رشید و سکینه. شوهر الیف ، او توسط داملا مورد اصابت گلوله قرار می گیرد، اما پس از آن زنده می ماند. داملا دستگیر می شود زیرا به همه چیز اعتراف کرده است. |
| جنسین شنل         | 40-          | سما دورگون        | دوست دوران کودکی خلیل ابراهیم. همسر توران دورگون. او شخصیت سرسختی دارد. |
| ارسو نظیر شنارلی  | 37-          | یاووز لیتو        | پسر درسون و نرگس. برادر داملا. شوهر لیلا. او عاشق لیلا است. پس از مرگ پدر، او و فکرت با هم دشمن می شوند، اما بعداً آشتی می کنند. |
| یارن یاپیجی       | 39-          | لیلا لیتو         | دختر رضوان و آسیه. خواهر فیکرت، زینب، طارق و تامر. خواهر بزرگتر تونجای. همسر یاووز. |
| مروه نیسا هونجا   | 38-          | الیف تکین چایرلی  | همسر شوتا. دختر رشید و سکینه.خواهر بزرگتر سینگوز و علی کمال. |
| محمت کورهان فرات  | 51-          | اوغوز سویکان      | ستوان یکم. دوست نظامی خلیل ابراهیم. او عاشق ادانور است. نام مستعار او "یوروک دیوانه " است. |
| هولیا شن          | 37-          | زحل کایاتان کولپا | خواهر آسیه و خواهر بزرگتر جواد. همسر نسیم. مادر لونت و عایشه. او از آسیه و جواد دل‌رحم تر است. او پسرش لونت و همسرش نسیم را از دست داد |
| سردار آکولکر      | 36-          | علیجان آیاتا      | او سرگروهبان است |
| تولای گونال       | 43-          | نرگس لیتو         | همسر دورسون لتو. مادر یاووز و داملا. خواهر بزرگتر میتات. دشمن فكرت و خليل ابراهيم . |
| جانر کورتاران     | 13/21-       | سرگرد مجنون الکان | فرماندهی که خلیل ابراهیم و اوغوز را آموزش داد. ساختاری سخت و سرکش دارد. نام مستعار او "سرگرد دیوانه" است. |
| هایال کوسه‌اوغلو   | 35-          | داملا لتو         | دختر دورسون و نرگس. خواهر یاووز. او عاشق فیکرت است. او به همراه ندیمه به کیکاها دستور می دهد. او در حال تلاش برای کشتن گامزه باعث مرگ رضوان می شود. او جان فکرت را نجات می دهد و با او ازدواج می کند. وقتی فهمید که فیکرت دستور کشتن پدرش را صادر کرده است، به شوتا شلیک کرد. فکرت به او سخنان تندی زد و گفت که می خواهد طلاق بگیرد. داملا برای اینکه خشم خود را بر سر فیکرت بردارد، به عنوان یک خائن نزد اسکندر می رود و تمام نقشه های انجام شده را یکی یکی به او می گوید. پس از آن، به نقشه نرگس لتو اعتراف می کند و دستگیر می شود. |
| زهرا ییلماز       | 31-          | گامزه توگا لیتو   | دختر اسکندر. خواهر کان. آخرین همسر رضوان. دوست عایشه. او بچه های دوقلو باردار است. زمانی که نزدیک بود به دست کیکاها کشته شود، رضوان از او محافظت کرد، اما او درگذشت. |
| الچین زهرا ایرم   | 31-          | دیدم              | برادرزاده داوود. دختر عمو/دایی سرکان. او عاشق خلیل ابراهیم شد و دوست دختر او شد. بعدش باردار میشه وقتی شرف به خلیل ابراهیم حمله می کند، خلیل ابراهیم از او محافظت می کند. |
| کورای شاهینباش    | 35-          | یحیی کیکا         | او برادر موسی است. او یک قاتل اجیر شده است. او رضوان را به دستور ندیمه کشت. با خلیل ابراهیم دوست می شود |
| بوراک چلیک        | 36-          | کان توگای         | پسر اسکندر. برادر بزرگتر گامزه. او عاشق زینب است. او شوهر زینب می شود، اما همیشه او را مورد آزار و اذیت قرار می دهد. دشمن خلیل ابراهیم است. نسیم را می کشد. هنگامی که خلیل ابراهیم به خانه او حمله می کند، همه مردان از جمله اوغوز را می کشد، سپس با خلیل ابراهیم می جنگد و شکست می خورد. سپس، درست زمانی که خلیل در شرف کشته شدن توسط ابراهیم است، به لطف گامزه و زینب نجات می یابد. سپس یک کامیون از طرف او به ماشین حامل خلیل ابراهیم و زینب برخورد می کند و هر دو از صخره سقوط می کنند                                            |
| یاسمین یازیجی     | 39-          | اسما              | دختر کمال گرجی. دوست زینب و دیدم. با فکرت لتو نزدیک است . |
| رضوان ایبار دوزی  | 40-          | فرهاد توگای       | برادرزاده اسکندر.پسر عموی گامزه و کان. برای نقشه عمویش اسکندر از آرتوین آمده بود. او عاشق لیلا است. به همین دلیل یاووز دشمن لتو است. سگ شکاری آنور را اعدام می کند. |
| آلپ اوزگور یاشین  | 47-          | آیهان             | خواهرزاده موسی و یحیی. |
| ساواش اوزدمیر     | 49-          | کمال گرجی         | بابای اسما ،دشمن فیکرت. |
| کوبیلای تونچای    | 49-          | چنگیز توگای       | برادر بزرگتر اسکندر. پدر فرهاد. عموی گامزه و کان. دشمن خلیل ابراهیم کاراسو |
| آیهان اشیک        |              |                   | برادر کمال گرجی عموی اسما . |
| اوغور کارابولوت   |              | ادریس             | پسر عموی تورگوت، دشمن خلیل ابراهیم است. |

### نقش های تمام شده
| بازیگر               | قسمت           | شخصیت             | توضیحات |
| -------------------- | -------------- | ----------------- | --- |
| ارول بابا اوغلو      | 40-52          | میتات سرین        | برادر نرگس و دایی یاووز و داملا. نام مستعار آن هابیتات است. او سالهاست که عاشق عایشه است. او دوست فیکرت و خلیل ابراهیم است. با عایشه ازدواج می‌کند. پس از آن، اتاق هتلی که او و آیشه در آن اقامت داشتند توسط کان توگای مورد حمله قرار گرفت و توسط کان توگای مورد اصابت گلوله قرار گرفت و کشته شد. |
| ?                    | ۵۲             | زر احمد           | یک آدم‌کش است. به دستور چنگیز برای ایجاد دردسر در عروسی فرستاده شد. هنگامی که او وارد آشپزخانه هتل می‌شود توسط آیهان زیرنظر گرفته می‌شود و درست زمانی که می خواهد به او شلیک کند، توسط یحیی مورد اصابت گلوله قرار می‌گیرد. |
| امره تورون           | ۴۰-۴۷          | شرف               | دوست و شریک اسکندر. او صاحب یک شبکه است. پدرش افسر سابق اطلاعات است. دشمن خلیل ابراهیم. همه مکان های آنها توسط خلیل ابراهیم منفجر می‌شود. پس از آن، به محل خلیل‌ابراهیم حمله می کند و داوود را می کشد. او با انفجار بمبی که توسط سرگرد و کیکاها در ماشینش گذاشته شده بود کشته می‌شود. |
| سدات کلکاوان         | 20-46          | داوود             | برادر بزرگ چنگیز، پدر سرکان. عموی دیدم. او درآغاز با خلیل ابراهیم دشمن بود. با اینکه سپس دوست شدند، اما پس از مرگ پسرش سرکان، به ظاهر دوست بود اما دشمن گردید. او شریک اسکندر است. پس از آن، خلیل ابراهیم قاتل پسرش را به او لو می‌دهد و داود دوباره با خلیل ابراهیم دوست می‌شود. مکان او توسط شرف مورد حمله قرار می‌گیرد، و توسط افراد شرف مورد اصابت گلوله قرار گرفت و کشته شد. |
| شنر ساواش            | 40-46          | کش انور           | او یک رئیس مافیا و فروشنده مواد مخدر است. از طریق شرف از زندان آزاد شد. دشمن خلیل ابراهیم است. او توسط خلیل ابراهیم به اسارت گرفته می شود و به عنوان یک شاهد در دادگاه شهادت می‌دهد. به این دلیل توسط فرهاد توگای از پشت سر مورد اصابت گلوله قرار می‌گیرد و به قتل می‌رسد. |
| تانر توران           | 2-46           | مصیب کولپا        | باجناق رِضوان لِتو، همسر زُحل. پدر لونت و عایشه است. متوجه شده که تامر پسرش لونت را کشته است. دوست سرگرد مجنون است. هنگامی که کاآن و فرهاد به خانه ییلاقی حمله می‌کنند، توسط توغای کاآن مورد اصابت گلوله قرار گرفته و کشته می‌شود |
| آیکوت ییلماز         | 39-43          | آدم               | آدم اسکندر. با نجات جان درویش، به جمع خلیل ابراهیم نفوذ کرد. بعداً توسط اُعوز افشا می‌شود و برای خلیل ابراهیم کار می‌کند. هنگام رفتن به حمله، به دام می‌افتد و به همراه هالو و اُعوز اسیر می‌شود. توسط کِش اِنور با شلیک گلوله به پشت گردنش کشته شد. |
| متین باکتل           | 2-39           | دورسون لتو        | شوهر نرگس. پدر یاووز و داملا. عموی رضوان لتو. پسرش تجارت اسلحه می‌کند. دوست نسیم. با کیکاها همکاری می‌کند و به فیکرت شلیک می‌کند. به دلیل خیانت، به دستور فیکرت لتو، توسط شوتا با شلیک گلوله به سرش کشته می‌شود. |
| بوراک سرگن           | 1-34           | رضوان لتو         | رضوان لتو، همسر آسیه، ندیمه و غمزه. پدر طارق، فیکرت، تامر، لیلا، زینب و تونجای است. تجارت اسلحه می‌کند. باجناق نسیم. دشمن خلیل ابراهیم کاراسو. دستور قتل احمد کاراسو را می‌دهد. تمل را می‌کشد. پسرانش؛ طارق، تونجای و تامر کشته شده‌اند. با ییلماز همکاری می‌کند. با نیهات مارتن همکاری می‌کند، اما با او اختلاف پیدا می‌کند. ندیمه را طلاق داده و با غمزه ازدواج می‌کند. با غمزه صاحب دوقلو خواهند شد. در قسمت 35، اولین قسمت فصل دوم، هنگام تلاش برای محافظت از غمزه، به دستور ندیمه مارتن، توسط کیکاها با گلوله کشته می‌شود   |
| طاها بورا            | 1-32, 34       | تامر لتو          | تامر لتو. پسر دوم رضوان و آسیه. برادر طارق، برادر بزرگتر لیلا. برادر ناتنی فیکرت، زینب و تونجای. پسر ساکینه و رشیت را کشته است. از اِدانور خوشش می‌آمد. پس از مرگ مادرش آسیه، برای انتقام گرفتن، به خدمت نیهات مارتن درمی‌آید. تونجای و لونت را می‌کشد. هنگامی که قصد کشتن یاووز و فیکرت را دارد، به دام می‌افتد و قرار است به دستور برادر ناتنی‌اش فیکرت توسط شوتا مورد اصابت گلوله قرار گیرد، اما زینب مانع می‌شود. در فینال فصل، پس از شلیک به خلیل ابراهیم، توسط اُعوز از ناحیه سر مورد اصابت گلوله قرار گرفته و کشته می‌شود |
| حسین سویسالان        | 25-34          | نیهات مارتن       | برادر ندیمه، پدر ییلماز و هاکان. قاچاقچی اسلحه و مواد مخدر. دشمن خلیل ابراهیم کاراسو. با آسیه همکاری کرده است. پسرانش ییلماز و هاکان کشته می‌شوند. دستور قتل خواهرزاده‌هایش زینب و تونجای را داده است. تامر و سرکان را مردان خود می‌کند. توسط خلیل ابراهیم کاراسو به همراه سربازان سوار هلیکوپتر شده و فرستاده می‌شود(دستگیر می‌شود). |
| کان تارگوت           | 20-34          | سرکان             | پسر داوود. پسر عموی دیدم. از افراد نیهات شد. پس از تیراندازی به عثمان از خلیل ابراهیم طلب بخشش کرد. او دوباره آدم نیهات می شود و سپس پدرش داوود را مجروح می کند. او توسط نیهات مارتن به ضرب گلوله کشته شد. |
| طفر کلفا             | 25-34          | موسی              | از افراد نیهات مارتن بود. توسط سرگرد مجنون با شلیک به سرش کشته شد. |
| اوزگور امره ییلدریم  | 1-31           | لونت کولپا        | پسر نسیم و زحل. برادر عایشه. پسر خاله طارق ، لیلا و تامر لتو است. او توسط تامر لتو با شلیک گلوله به سر کشته شد. |
| آلپ آکار             | 1-9/16-30      | تونجای لتو        | پسر رضوان و ندیمه. برادر فکرت و زینب. برادر ناتنی طارق، لیلا و تامر است. او به دستور دایی اش نیهات مارتن توسط برادر ناتنی اش تامر لتو به طور تصادفی هدف گلوله قرار گرفت و کشته شد |
| یاغیز جان کونیالی    | 15-29          | هاکان مارتن       | پسر نیهات مارتن. برادر یلماز. برادرزاده ندیمه. دشمن خلیل ابراهیم کاراسو . او توسط خلیل ابراهیم با شمشیر کشته شد. |
| اسن گل آیتک          | 17-28          | جیلان پنر         | خواهر بزرگتر مراد و سودا. عاشق خلیل ابراهیم است. او پس از کشتن ییلماز و آسیه به زندان می رود. او به دستور نیهات مارتن در زندان به سیخ کشیده شد. |
| ?                    | 28             | مراد پنر          | جیلان برادر سودا است. او سرباز است. او برای مدت طولانی برنگشت و سپس نهاد او را به اسارت گرفت و جیلان را تهدید کرد. او متوجه می شود که پسرش ییلماز توسط جیلان کشته شده است و به دستور نهاد و هاکان مارتن کشته می شود. |
| ?                    | 7-28           | جمال              | برادر صدیق(صدقی)جنگل‌بان است و به خلیل ابراهیم می‌پیوندد. سپس توسط خلیل ابراهیم با دستور محافظت از بزرگان خانواده و سودا فرستاده می‌شود. |
| ?                    | 7-28           | صدقی              | برادر جمال و جنگلبان. به خلیل ابراهیم می پیوندد. سپس با دستور خلیل ابراهیم برای محافظت از بزرگان خانواده و سودا فرستاده می شود. |
| اوزلم باشکایا        | 1-28           | فاطما             | همسر مظفر. مادر یاسمین. او به خارج از کشور رفته است. |
| برکای آکین           | 1-28           | مظفر              | همسر فاطمه و پدر یاسمین است. او به خارج از کشور رفته است. |
| سینان ینر اکشی اوغلو | 1-28           | مروه کاراچاملی    | همسر یوسف. مادر تمل است. او به خارج از کشور رفته است. |
| احسان ایلهان         | 1-28           | یوسف کاراچاملی    | همسر مروه و پدر تمل است و در حال حاضر در خارج از کشور به سر می‌برد. |
| ملیکه کوچوک          | 17-28          | سودا              | او خواهر جیلان و مراد است. او به خارج از کشور رفته است. |
| اسرا درمانجی اوغلو   | 1-27           | آسیه کایاتان لتو  | دومین همسر رضوان لتو . او مادر طارق، تامر و لیلا، خواهر زهال و خواهر بزرگتر جواد است. او توسط جیلان مورد اصابت گلوله قرار گرفت و کشته شد. |
| جمال هونال           | 9-25           | ییلماز کایا مارتن | پسر نیهات مارتن. برادر هاکان. خواهرزاده ندیمه. پسرخاله فیکرت، زینب و تونجای. دشمن خلیل ابراهیم کاراسو. قاچاقچی مواد مخدر است. توسط جیلان با شلیک گلوله کشته شد. |
| لونت تاشچی           | 3/5 /14 /22-24 | آلبای آچار        | او یک سرهنگ خائن است که برای لتوها کار می کند. او توسط افراد ییلماز مارتن در نتیجه انفجار کشته می شود. |
| جم امولر             | 16-23          | محمدعلی سارپ      | پدر عاکف قاچاقچی اسلحه است. او با فروش بندر خود به خلیل ابراهیم می رود. |
| مهمت چکماک           | 9-22           | نصرت              | مورد اعتمادترین مرد ییلماز مارتن بود. او توسط فیکرت لتو با شلیک گلوله به سرش کشته شد. |
| ?                    | 20/22          | کسکین نیشانجی     | او یک آدمکش است. او به اوغوز شلیک کرد. زمانی که تله آماده شده بود توسط اوغوز مورد اصابت گلوله قرار گرفت و کشته شد. |
| آیهان ار اوغلو       | 19             | چنگیز             | برادر داوود ، توسط خلیل ابراهیم کاراسو، با شلیک گلوله به سرش کشته شد. |
| علی گوندی            | 19             | آکیف سارپ         | پسر محمدعلی. دوست یاووز لتو. در مکان داوود، هنگامی که از پدرش محافظت می‌کرد، توسط یکی از افراد نصرت مورد اصابت گلوله قرار گرفت و کشته شد. |
| انس کول‌حاجی          | 1-15           | تامل کاراچاملی    | پسر یوسف و مروه و همسر ادانور. در عروسی لیلا و یاووز لتو، هنگامی که سعی داشت از خلیل ابراهیم محافظت کند، توسط رضوان لتو مورد اصابت گلوله قرار گرفت و در بیمارستان جان باخت. |
| امیر چیچک            | 1-15           | رشید چاغرلی       | همسر ساکینه و پدر الیف، جینگوز و علی کمال. در عروسی لیلا و یاووز لتو، به دلیل شلیک به تامر لتو، توسط فکرت لتو برای محافظت از برادرش تامر مورد اصابت گلوله قرار گرفت و کشته شد. |
| انگین آردا           | 14-15          | Ercan             | از افراد ییلماز مارتن، از سوی نیهات مارتن فرستاده شده بود و توسط خلیل ابراهیم با شلیک گلوله کشته شد. |
| فاتح کوجا            | 1-11           | جینگوز چاغرلی     | پسر رشید و سکینه، برادر الیف و علی کمال. عاشق لیلا لتو بود. به دلیل داشتن قصد فرار با لیلا لتو، توسط تامر لتو با شلیک به سر کشته شد. |
| تورگای بایدور        | 1-11           | علی‌کمال چاغرلی    | پسر رشید و سکینه، و برادر الیف و جینگوز. توسط تامر لتو با شلیک به سر کشته شد. |
| ?                    | ۱۰             | ابو               | یکی از افراد لونت. هنگام کمین برای خلیل ابراهیم، توسط خلیل ابراهیم کشته شد. |
| مراد شاهان           | 5              | خسرو کایاتان      | پسر جواد کایاتان و برادر کوچکتر جاهد. هنگام حمله به خلیل ابراهیم، از دستور «زینب را نزنید» سرپیچی کرد و توسط لونت کولپا با شلیک به سر کشته شد. |
| آنیل اینجی           | 5              | جاهد کایاتان      | پسر جواد کایاتان و برادر حُسرو. هنگامی که برای انتقام از پدرشان به خلیل ابراهیم حمله کردند و قصد کشتن او را داشتند، توسط خلیل ابراهیم با شلیک گلوله کشته شد. |
| انیس آیبار           | 1, 4-5         | جواد کایاتان      | برادر آسیه و زحل، پدر حُسرو و جاهد. به دلیل کشتن پدر خلیل ابراهیم، با انگیزه خون‌خواهی توسط خلیل ابراهیم در میانه میدان شهر به دار آویخته شد. |
| اولوی ییت            | 4              | از افراد جواد     | به دلیل پرسیدن بیش از حد ، توسط جواد کایاتان با شلیک به سر کشته شد. |
| دوکان یاووز          | 3-4            | رشدی              | پسرعموی عارف. رضوان لتو او را علیه خلیل ابراهیم تحریک می‌کند. برای کشتن خلیل ابراهیم به خلیل‌ابراهیم می‌پیوندد. زمانی که قصد داشت خلیل ابراهیم را بکشد، توسط شوتا با شلیک به سر کشته شد. |
| مصطفی سراچی          | 2              | رستم              | از افراد سلیم. توسط خلیل ابراهیم با شلیک به سر کشته شد. |
| اوزان اگیت           | 1-2            | عارف              | پیشخدمت قهوه‌خانه‌ بود. او و دوستانش به دلیل پشتیبانی از خلیل ابراهیم، و عدم شرکت در تشییع جنازه طارق لتو، با دستور رضوان لتو قهوه‌خانه به رگبار بسته شد. و او نیز کشته شد. |
| بیران داملا ییلماز   | 1-2            | یاسمین            | دختر مظفر و فاطمه و معشوقه و همسر خلیل ابراهیم بود. توسط طارق لتو با کوبیدن سرش به سنگ کشته شد. |
| اردم کایانارجا       | 1              | طارق لتو          | پسر رضوان و آسیه، برادر فکرت و برادر بزرگ‌تر تامر، زینب، تونجای و لیلا. به دلیل کشتن یاسمین، توسط خلیل ابراهیم با بریدن گلو کشته شد. |
| باتوهان هانتال       | 1              | فوات              | از افراد دست راست طارق. توسط خلیل ابراهیم با شلیک گلوله کشته شد. |
| ?                    | 1              | چلکنچی            | از افراد طارق. توسط خلیل ابراهیم با شلیک گلوله کشته شد. |
| یاشار گوندم          | 1              | دایی حافظ         | هنگامی که طارق دنبال یاسمین می‌گشت و میخواست از او حرف بکشد، سر او را در آب فرو برد و کشت. |
| اونور دلبر           | 1              | احمد کاراسو       | برادر هارون کاراسو، شوهر سونا کاراسو، پدر خلیل ابراهیم کاراسو. در سال‌های پیش به‌دلیل دعوای خونین، در برابر چشمان پسرش خلیل ابراهیم، به دستور رضوان لتو توسط جواد کیاتان با چهار گلوله از پشت سر کشته شد. |

## تقویم پخش
| فصل  | روز و زمان پخش                    | شروع فصل             | پایان فصل  | تعداد قسمت ها | محدودهٔ پخش | سال انتشار | کانال تلویزیونی |
| ---- | --------------------------------- | -------------------- | ---------- | ------------- | ---------- | ---------- | --------------- |
| فصل1 | پنجشنبه ساعت 20:00 (به وقت ترکیه) | 21 سپتامبر 2023      | 30 مه 2024 | 34            | 1-34       | 2023-2024  | NOW             |
| فصل2 | پنجشنبه ساعت 20:00 (به وقت ترکیه) | 26 سپتامبر 2024      | 15 مه 2025 | 29            | 35-63      | 2024-2025  | NOW             |
| فصل3 | پنجشنبه ساعت 20:00 (به وقت ترکیه) | احتمالاً سپتامبر 2025 | _          | _             | -63        | 2025-2026  | NOW             |

## موسیقی های متن
| شماره | نام                              | سراینده        | مدت  |
| ----- | -------------------------------- | -------------- | ---- |
| ۱.    | «خلیل ابراهیم »                  | Hüseyin Ay     | ۴:۱۹ |
| ۲.    | «Benden Selam Olsun Bolu Beyine» | Hüseyin Ay     | ۴:۲۱ |
| ۳.    | «Dostum Dostum»                  | احمد کایا      | ۴:۳۳ |
| ۴.    | «Sarı Odalar»                    | سزن آکسو       | ۵:۲۶ |
| ۵.    | «Dolanı Dolanı»                  | Erdem Altınses | ۵:۰۴ |
| ۶.    | «Kara Yazı»                      | Ender Balkır   | ۳:۴۵ |
| ۷.    | «Hekimoğlu»                      | Hüseyin Ay     | ۴:۰۴ |
| ۸.    | «Şu Kanlı Zalimin Ettiği İşler»  | Hüseyin Ay     | ۴:۴۸ |